# Gran Premio de las Naciones de Motociclismo de 1968
El Gran Premio de las Naciones de Motociclismo de 1968 fue la décima y última prueba de la temporada 1968 del Campeonato Mundial de Motociclismo. El Gran Premio se disputó el 15 de septiembre de 1968 en el Autodromo Nacional de Monza.

## Resultados 500cc
El conde Domenico Agusta vino a los entrenamientos del sábado a Hailwood para informar que debía dejar ganar a Giacomo Agostini. A Hailwood no le gustó eso e inmediatamente fue a Benelli, que le había ofrecido todas sus máquinas un mes antes. Inmediatamente se mejoró la Benelli 500 4C con la que transitó inmediatamente no muy lejos de Agostini. En la carrera, sin embargo, la amenaza de Hailwood terminó rápidamente. Pudo mantenerse cerca de Agostini durante una vuelta, pero en la segunda, se escapó y, como Agostini estaba demasiado lejos, abandonó la carrera. El honor de Benelli tuvo que ser defendido por Renzo Pasolini, que terminó segundo solo 35 segundos por detrás. Angelo Bergamonti fue tercero con la Paton.
| Pos.    | Piloto                | Equipo    | Tiempo       | Pts. |
| ------- | --------------------- | --------- | ------------ | ---- |
| 1       | Giacomo Agostini      | MV Agusta | 1h 07' 44" 6 | 8    |
| 2       | Renzo Pasolini        | Benelli   | +34" 6       | 6    |
| 3       | Angelo Bergamonti     | Paton     | +2 Vueltas   | 4    |
| 4       | Alberto Pagani        | LinTo     | +4 Vueltas   | 3    |
| 5       | Silvano Bertarelli    | Paton     | +4 Vueltas   | 2    |
| 6       | Kelvin Carruthers     | Norton    | +4 Vueltas   | 1    |
| 7       | Rodney Gould          | Norton    | +4 Vueltas   |      |
| 8       | John Dodds            | Norton    | +4 Vueltas   |      |
| 9       | Peter Williams        | Matchless | +5 Vueltas   |      |
| 10      | Ron Chandler          | Seeley    | +5 Vueltas   |      |
| 11      | Walter Scheimann      | Norton    | +5 Vueltas   |      |
| 12      | Paolo Campanelli      | Matchless | +6 Vueltas   |      |
| 13      | Gianfranco Domeniconi | Norton    | +6 Vueltas   |      |
| 14      | Paul Eickelberg       | Norton    | +7 Vueltas   |      |
| Ret     | Benedetto Zambotti    | Bianchi   | Ret          |      |
| Ret     | Mike Hailwood         | Benelli   | Ret          |      |
| Ret     | Vasco Loro            | Norton    | Ret          |      |
| Ret     | Bill Smith            | Paton     | Ret          |      |
| Ret     | Emanuele Maugliani    | Norton    | Ret          |      |
| Ret     | Gilberto Milani       | LinTo     | Ret          |      |
| Ret     | Rex Butcher           | Norton    | Ret          |      |
| Ret     | Gyula Marsovszky      | Matchless | Ret          |      |
| Ret     | Giovanni Perrone      | Matchless | Ret          |      |
| Ret     | Jack Findlay          | Matchless | Ret          |      |
| Ret     | Bohumil Staša         | ČZ        | Ret          |      |
| Ret     | Dan Shorey            | Norton    | Ret          |      |
| Ret     | Franco Trabalzini     | Norton    | Ret          |      |
| Ret     | Derek Woodman         | Seeley    | Ret          |      |
| Ret     | Walter Scheimann      | Norton    | Ret          |      |
| Ret     | Billie Nelson         | Paton     | Ret          |      |
| Ret     | Godfrey Nash          | Norton    | Ret          |      |
| Fuente: |                       |           |              |      |

## Resultados 350cc
La carrera de 350cc fue tan aburrida como la de 500cc. Giacomo Agostini fue amenazado brevemente por la Benelli 350 4C de Renzo Pasolini, quien, sin embargo, cayó en la tercera vuelta. Pudo continuar pero fue segundo en la carrera de 500cc. El tercer lugar fue para el compañero de equipo de Pasolini, Silvio Grassetti, que sufría con su motor.
| Pos. | Piloto             | Equipo            | Tiempo     | Pts. |
| ---- | ------------------ | ----------------- | ---------- | ---- |
| 1    | Giacomo Agostini   | MV Agusta         | 54' 26" 2  | 8    |
| 2    | Renzo Pasolini     | Benelli           | +47" 9     | 6    |
| 3    | Silvio Grassetti   | Benelli           | +1 Vuelta  | 4    |
| 4    | Bohumil Staša      | ČZ                | +2 Vueltas | 3    |
| 5    | Bruno Spaggiari    | Ducati            | +2 Vueltas | 2    |
| 6    | František Št'astný | Jawa              | +3 Vueltas | 1    |
| 7    | Peter Williams     | AJS               | +3 Vueltas |      |
| 8    | Brian Steenson     | Aermacchi         | +3 Vueltas |      |
| 9    | Rex Butcher        | Kawasaki          | +3 Vueltas |      |
| 10   | P. Lentini         | Aermacchi         | +3 Vueltas |      |
| 11   | Dieter Braun       | Aermacchi         | +4 Vueltas |      |
| 12   | Derek Woodman      | Metisse-Aermacchi | +5 Vueltas |      |
| 13   | Roberto Patrignani | Aermacchi         | +5 Vueltas |      |
| Ret  | Kel Carruthers     | Aermacchi         | Ret        |      |
| Ret  | Angelo Bergamonti  | Hannah-Paton      | Ret        |      |
| Ret  | Giuseppe Mandolini | Moto Guzzi        | Ret        |      |
| Ret  | Ginger Molloy      | Bultaco           | Ret        |      |
| Ret  | Jack Findlay       | Yamaha            | Ret        |      |
| Ret  | Heinz Rosner       | MZ                | Ret        |      |
| Ret  | Karl Hoppe         | AJS               | Ret        |      |
| Ret  | Bill Smith         | Honda             | Ret        |      |
| Ret  | Billie Nelson      | Norton            | Ret        |      |
| Ret  | Dan Shorey         | Norton            | Ret        |      |
| Ret  | Dave Simmonds      | Kawasaki          | Ret        |      |
| Ret  | John Cooper        | Seeley            | Ret        |      |
| Ret  | Gilberto Milani    | Aermacchi         | Ret        |      |

## Resultados 250cc
Phil Read se proclamó campeón del mundo al ganar en Monza. En su lucha con Bill Ivy, empataron a puntos y, al tener ambos cinco victorias, tuvo que determinarse sumando los tiempos de las carreras en las que ambos terminaron. Ivy sumó 3 horas, 17 minutos y 29,2 segundos mientras que Read sumó en 3 horas, 15 minutos y 22,9 segundos.
| Pos. | Piloto           | Equipo         | Tiempo     | Pts. |
| ---- | ---------------- | -------------- | ---------- | ---- |
| 1    | Phil Read        | Yamaha         | 42' 35" 4  | 8    |
| 2    | Bill Ivy         | Yamaha         | +1' 51"    | 6    |
| 3    | Santiago Herrero | OSSA           | +1 Vuelta  | 4    |
| 4    | Gordon Keith     | Yamaha         | +1 Vuelta  | 3    |
| 5    | Jack Findlay     | Yamaha         | +2 Vueltas | 2    |
| 6    | Rex Butcher      | Suzuki         | +2 Vueltas | 1    |
| 7    | Heinz Rosner     | MZ             | +2 Vueltas |      |
| 8    | Ginger Molloy    | Bultaco        | +2 Vueltas |      |
| 9    | Lothar John      | Suzuki         | +3 Vueltas |      |
| 10   | Luciano Spinello | Bultaco        | +3 Vueltas |      |
| 11   | Walter Villa     | Montesa        | +4 Vueltas |      |
| 12   | László Szabó     | MZ             | +4 Vueltas |      |
| 13   | Paul Eickelberg  | Aermacchi      | +4 Vueltas |      |
| 14   | Bill Smith       | Yamaha         | +4 Vueltas |      |
| Ret  | Jack Findlay     | Aermacchi      | Ret        |      |
| Ret  | Kel Carruthers   | Aermacchi      | Ret        |      |
| Ret  | Frank Perris     | Suzuki         | Ret        |      |
| Ret  | Gyula Marsovszky | Bultaco        | Ret        |      |
| Ret  | Carlos Giró Vila | OSSA           | Ret        |      |
| Ret  | Carlos Rocamora  | Bultaco        | Ret        |      |
| Ret  | Brian Steenson   | Aermacchi      | Ret        |      |
| Ret  | Malcolm Uphill   | Suzuki         | Ret        |      |
| Ret  | Rodney Gould     | Bultaco-Yamaha | Ret        |      |
| Ret  | Gilberto Milani  | Aermacchi      | Ret        |      |
| Ret  | Renzo Pasolini   | Benelli        | Ret        |      |
| Ret  | Kent Andersson   | Yamaha         | Ret        |      |
| Ret  | János Reisz      | Bultaco        | Ret        |      |

## Resultados 125cc
En el octavo de litro, Phil Read tomó la delantera respecto a Bill Ivy, hasta que Read golpeó un fardo de paja y cayó. Su motor de cuatro cilindros a veces funcionaba con uno, a veces con dos cilindros y, en los últimos 200 metros, tuvo que empujar. Pero todavía estaba segundo por delante de Hans Georg Anscheidt con Suzuki y, de esta manera, proclamarse campeón del Mundo. Yamaha se mostró muy enfadada ya que el británico había ignorado las órdenes del equipo al arrebatarle el título a Ivy en 125cc. Nunca volvería a recibir el apoyo de Yamaha.

| Pos. | Piloto               | Moto          | Tiempo     | Pts. |
| ---- | -------------------- | ------------- | ---------- | ---- |
| 1    | Bill Ivy             | Yamaha        | 36' 23" 3  | 8    |
| 2    | Phil Read            | Yamaha        | +6' 18" 5  | 6    |
| 3    | Hans-Georg Anscheidt | Suzuki        | +1 Vuelta  | 4    |
| 4    | Dave Simmonds        | Kawasaki      | +1 Vuelta  | 3    |
| 5    | László Szabó         | MZ            | +1 Vuelta  | 2    |
| 6    | Dieter Braun         | Neckermann-MZ | +1 Vuelta  | 1    |
| 7    | Francesco Villa      | Villa         | +1 Vuelta  |      |
| 8    | Lothar John          | MZ            | +2 Vueltas |      |
| 9    | János Reisz          | MZ            | +2 Vueltas |      |
| 10   | Ginger Molloy        | Bultaco       | +2 Vueltas |      |
| 11   | Salvador Cañellas    | Bultaco       | +2 Vueltas |      |
| 12   | Kelvin Carruthers    | Honda         | +2 Vueltas |      |
| 13   | Kent Andersson       | MZ            | +2 Vueltas |      |
| 14   | Alberto Pagani       | Aermacchi     | +2 Vueltas |      |
| 15   | Walter Scheimann     | Honda         | +2 Vueltas |      |
| 16   | Jean Auréal          | Aermacchi     | +2 Vueltas |      |
| 17   | Eugenio Lazzarini    | Bultaco       | +2 Vueltas |      |
| 18   | S. Bertarelli        | Motobi        | +3 Vueltas |      |
| 19   | Heinz Rosner         | MZ            | +4 Vueltas |      |
| 20   | C. Giovanardi        | Bultaco       | +4 Vueltas |      |
| Ret  | Jan Huberts          | MZ            | Ret        |      |
| Ret  | Gordon Keith         | Montesa       | Ret        |      |
| Ret  | Giuseppe Visenzi     | Montesa       | Ret        |      |
| Ret  | John Dodds           | Bultaco       | Ret        |      |
| Ret  | Walter Villa         | Bultaco       | Ret        |      |
| Ret  | Barry Smith          | Derbi         | Ret        |      |